# Deutsche Biographie
Die Deutsche Biographie (DtBio) ist ein biografisches Nachschlagewerk, das als Online-Datenbank frei zugänglich ist. Ihr Berichtszeitraum reicht vom Mittelalter bis in die Gegenwart. Ziel der Deutschen Biographie ist es, „strukturiertes lexikalisches Expertenwissen mit Informationen zu […] Persönlichkeiten des deutschsprachigen Kulturraums“ zur Verfügung zu stellen. Es wird von der Historischen Kommission bei der Bayerischen Akademie der Wissenschaften und der Bayerischen Staatsbibliothek betrieben.
Die Datenbank wurde 2001 als „Digitales Register“ zur Allgemeinen Deutschen Biographie (ADB) und Neuen Deutschen Biographie (NDB) gegründet. Seit 2010 wird sie sukzessive zum zentralen historisch-biographischen Informationssystem für den deutschsprachigen Raum ausgebaut. In der Deutschen Biographie finden sich „valide Angaben zu mehr als 730.000 Personen“.
Nach Abschluss der 28-bändigen Neuen Deutschen Biographie werden neue Artikel nicht mehr gedruckt, sondern im Rahmen des Nachfolgeprojekts NDB-online nur noch digital veröffentlicht.

## Geschichte

### Gründungsphase

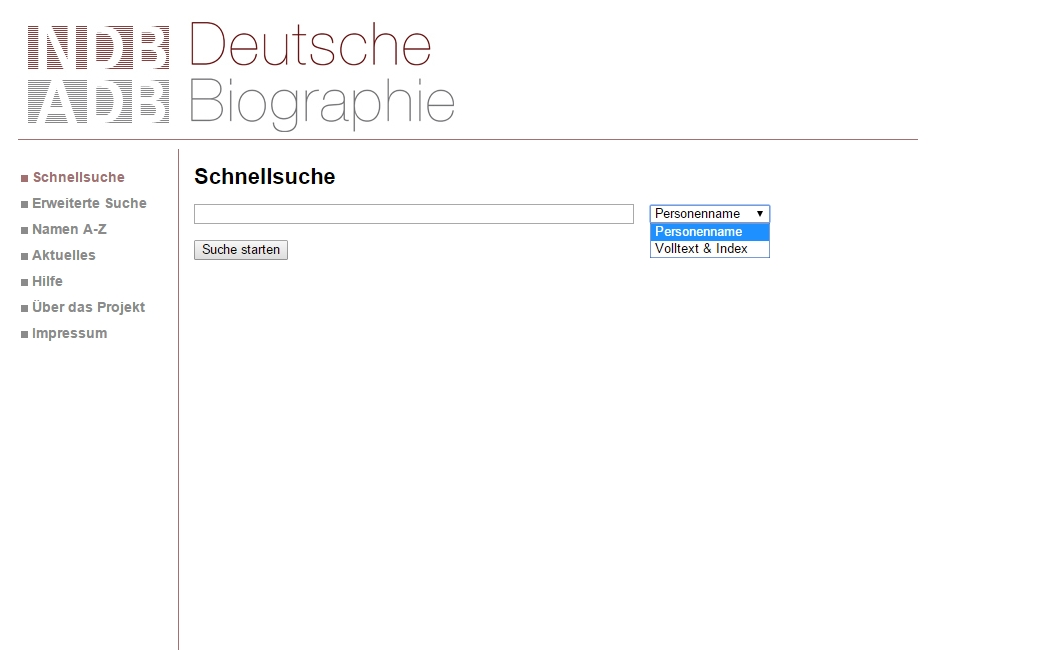
Das „ADB-/NDB-Register“ (2012)

Das gemeinsame Angebot der Historischen Kommission bei der Bayerischen Akademie der Wissenschaften und der Bayerischen Staatsbibliothek (BSB) basiert auf den beiden Standardwerken:
- Allgemeine Deutsche Biographie (ADB), 1875–1912 erschienen (56 Bände mit rund 26.500 Artikeln)
- Neue Deutsche Biographie (NDB), 1953 ff. (auf 28 Bände angelegt; Bde. 1–26 mit rund 22.300 Artikeln)

Die Deutsche Biographie wurde im August 2001 als „Digitales Register“ (ADB-/NDB-Register) gegründet. Für den Inhalt der Datenbank war die NDB-Redaktion und für die WWW-Schnittstelle das Münchener Digitalisierungszentrum (MDZ) zuständig. Im Mai 2003 folgte die Elektronische Allgemeine Deutsche Biographie (E-ADB), die auf den gescannten Seiten der ADB beruhte.

### Ausbau

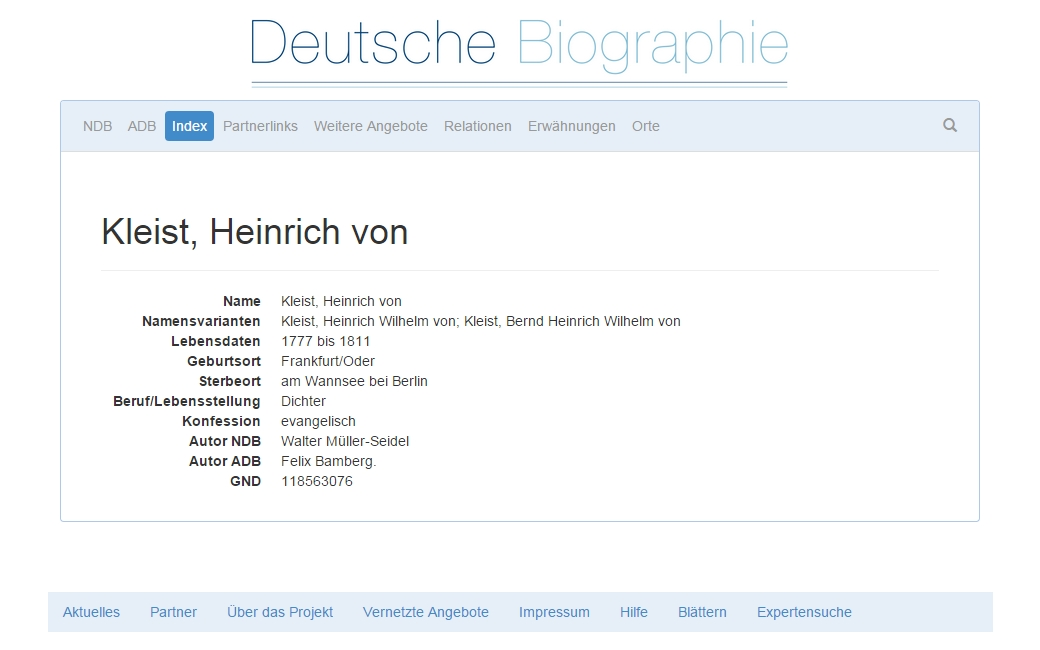
Datensatz zu Heinrich von Kleist (2015)

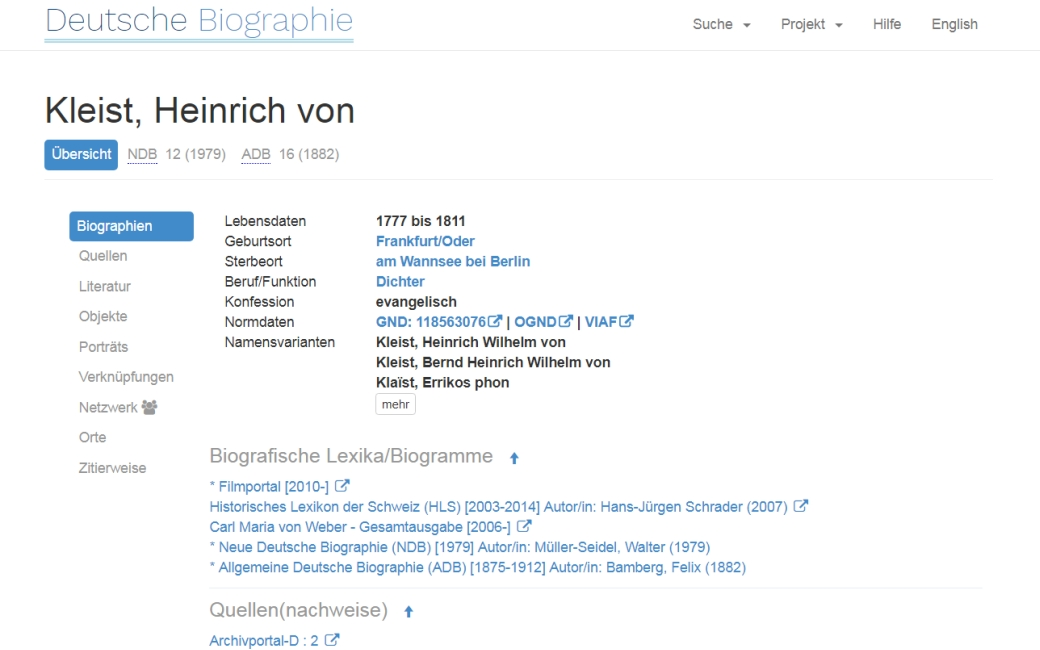
Datensatz zu Heinrich von Kleist (2017)

In einem von der Deutschen Forschungsgemeinschaft (DFG) unterstützten Projekt wurden im Februar 2010 die Allgemeine Deutsche Biographie und die Neue Deutsche Biographie (Band 1–22) als elektronischer Volltext verfügbar gemacht und die Website umfassend erneuert. Das „ADB-/NDB-Register“ umfasste 2010 insgesamt 130.000 Einträge.
Seit 2010 hat sich das Angebot an biographischen Datensätzen mehr als verdoppelt. Ein von der DFG Ende Februar 2012 bewilligter Folgeantrag ermöglichte einen weiteren Schritt, die Datenbank zu einem zentralen historisch-biographischen Informationssystem für den deutschsprachigen Raum auszubauen.
Als Ergebnis der Ausbauphase 2012–2014 wurde im Dezember 2014 „der erweiterte und aktualisierte Online-Auftritt“ der Deutschen Biographie mit rund 268.000 Einträgen freigeschaltet. Unter anderem wurden alle Namen mit der Gemeinsamen Normdatei (GND) abgeglichen und verknüpft.

### DFG-Förderphase 2014–2016
Die Projektleitung liegt seit Juli 2014 bei Malte Rehbein, der an der Universität Passau „Digital Humanities“ lehrt.
Im Rahmen des von der DFG im Oktober 2014 bewilligten Folgeantrages wurde die „Kooperation mit nationales Kulturgut pflegenden Institutionen“ weiter ausgebaut. Neue Partner sind unter anderem die Staatsbibliothek zu Berlin, die Akademie der Wissenschaften und der Literatur Mainz, das Deutsche Filminstitut und die SLUB Dresden. Im Jahresbericht 2014 der Historischen Kommission heißt es dazu: „Ziel ist es, im Rahmen des neuen DFG-Antrages die Zahl der in der Deutschen Biographie recherchierbaren Persönlichkeiten erneut auf dann voraussichtlich mehr als 500.000 zu verdoppeln. Auch die semantische Aufbereitung und Visualisierung (Netzwerkanalyse) soll kontinuierlich weiter ausgebaut werden.“
Seit dem Abschluss der DFG-Förderphase 2014–2016 sind rund 540.000 Personen über die Deutsche Biographie recherchierbar. Die zahlenmäßig größten Partner sind jetzt Kalliope, filmportal.de und die Jahresberichte für deutsche Geschichte.

### DFG-Förderphase 2017–2019
Für 2017–2019 war eine weitere DFG-Förderphase geplant, in der neben vorhandenen biographischen Datenbanken auch zu digitalisierende Printpublikationen strukturiert erschlossen werden sollten.

## Beteiligte Institutionen
An der Deutschen Biographie beteiligte Institutionen sind unter anderem das Bundesarchiv (Zentrale Datenbank Nachlässe, Bildarchiv, Akten der Reichskanzlei, Weimarer Republik, Kabinettsprotokolle der Bundesregierung), die Staatsbibliothek zu Berlin Preußischer Kulturbesitz (Kalliope-Verbund), das Deutsche Literaturarchiv Marbach (Kallías), das DFF – Deutsche Filminstitut & Filmmuseum (filmportal.de), die Bibliothek des Instituts für Zeitgeschichte München – Berlin, das Germanische Nationalmuseum (Objektdatenbank, Gesichter und Katalog des Deutschen Kunstarchivs), das Deutsche Museum, das Bildarchiv Foto Marburg, das Deutsche Rundfunkarchiv (DRA), die Akademie der Wissenschaften und der Literatur Mainz (Regesta Imperii, Forschungsstelle für Personalschriften, Controversia & Confessio), die Berlin-Brandenburgische Akademie der Wissenschaften (Jahresberichte für deutsche Geschichte), die Akademie der bildenden Künste München (Matrikelbücher), das Landesarchiv Baden-Württemberg (Landeskundliches Informationssystem Baden-Württemberg LEO-BW), der Landschaftsverband Westfalen-Lippe (Internet-Portal Westfälische Geschichte), das Institut für Sächsische Geschichte und Volkskunde (Sächsische Biografie), die Rheinland-Pfälzische Personendatenbank (RPPD), das Landesgeschichtliche Informationssystem Hessen (LAGIS, Hessische Biografie) das Bayerische Musiker-Lexikon Online (BMLO) und die Deutsche Forschungsgemeinschaft (GEPRIS Historisch – Forschungsförderung von 1920 bis 1945).